# Molí fariner de Vilamolat
El Molí fariner de Vilamolat és una construcció de Vilamolat de Mur, al municipi de Castell de Mur (Pallars Jussà) inclosa a l'Inventari del Patrimoni Arquitectònic de Catalunya.

## Descripció
Antic molí fariner de Vilamolat de Mur. La construcció actual és fruit d'una intervenció de l'any 2012.
L'edifici és una estructura arquitectònica de planta quadrangular alçada amb murs de pedra escairada. A la zona hi ha també tres basses de reg.

## Història
La informació va ser obtinguda a partir de les dades de la fitxa model F30 emplenada pels Agents Rurals (2015). L'alta a l'IPAC va ser el juliol de 2016.